# Yushania anceps
La Yushania anceps és una espècie de bambú del gènere Yushania de la família de les poàcies, ordre de les poals, subclasse Commelinidae, classe Liliopsida, divisió dels magnoliofitins. Sinònims: Arundinaria jaunsarensis (Gamble.), Arundinaria anceps (Mitford), Sinarundinaria anceps. És endèmica de l'Índia i la zona de l'Himàlaia, on es fa en alçades entre els 1.800 i els 3.000 metres.
És popular com a planta ornamental. El seu alt i dret tronc (4-5 m) acaba vinclant-se en l'extrem superior. A cada node hi neixen diverses fulles, que acaben fent un efecte de plomall, i les seves flors són hermafrodites i pol·linitzades pel vent. Suporta temperatures de –18 °C. S'usa per a fer tanques vegetals i en cistelleria.
Té una varietat cultivada de fullatge exuberant, la Yushania anceps "Pitt White" (nom d'una zona de Devon), que té anomenada pel seu ràpid creixement de fins a 15 cm en un dia.